# Agrilus benjamini
Agrilus benjamini är en skalbaggsart som beskrevs av Fisher 1928. Agrilus benjamini ingår i släktet Agrilus och familjen praktbaggar. Inga underarter finns listade i Catalogue of Life.